# Exposition de Séoul de 1940
L’exposition de Séoul de 1940 (ou Grande Exposition Joseon) a ouvert ses portes le 1er septembre 1940 à la gare de l'est de Gyeongseong (aujourd'hui gare de Séoul),. Elle était organisée par le journal Keijō Nippō.

## Objectifs
L'exposition avait trois objectifs :
- marquer les 2 600 ans de l'Empire japonais,
- marquer les 30 ans du gouvernement japonais en Corée,
- préparer la population à la guerre[3].

## Architecture
L'architecture était de style moderniste, répartie sur 28 acres.
Les pavillons comprenaient l'essor de la Corée, de la Chine, de la Mandchourie et le pavillon du colon mandchou, tous deux réalisés par la Korean-Manchurian Colonial Company, le pavillon de la Mongolie et celui de Séoul.
La rue de la guerre sainte contient le pavillon de la guerre sainte et le pavillon des exploits de guerre, qui présentent tous deux des dioramas de scènes de bataille et des trophées de la deuxième guerre sino-japonaise.